# Techno hardcore
La techno hardcore, hardcore techno o, raramente, noisecore, è un genere musicale derivato dalla techno/new beat, nato in Germania intorno ai primi anni novanta. La sua caratteristica principale di questo periodo è l'uso di una drum machine con un distorsore in modo tale da generare un'onda quadra con pitch decrescente. L'hardcore dell'inizio e della prima metà degli anni novanta (adesso definita old-school) aveva poco più di 130 bpm ed era molto più morbida di quella attuale. Il ritmo della tipica musica techno-hardcore moderna parte da circa 160 bpm in avanti (salvo alcune eccezioni in cui è un po' più lenta).

## Nascita e luoghi comuni
Al contrario di quanto si possa pensare, a causa di una forte diffusione di notizie errate, la musica hardcore non nasce nei Paesi Bassi, bensì in Germania; non va confusa con la Gabber (o mainstream hardcore), un sottogenere della techno hardcore che ha avuto origine nei primi anni 1990 nei Paesi Bassi.
Gli inizi del genere vengono rintracciati alla fine degli 1980 in Belgio, all'interno della scena new beat con i titoli : Rock To The Beat da 101 pubblicato nel 1988, Saigon Nightmare da 101 pubblicato nel 1988, Warbeat da Bassline Boys pubblicato nel 1989, I Want You! da The Concrete Beat pubblicato nel 1989, I Love You da The Acid Kids pubblicato nel 1988, Doughnut Dollies da HNO3 pubblicato nel 1988, Action In Paradise da Export pubblicato nel 1988, Acid Rock da Rhythm Device pubblicato nel 1989, Also Sprach Zarathustra da Bingo! pubblicato nel 1989, Europe da Christine D pubblicato nel 1989, Do That Dance da The Project pubblicato nel 1990 o Mörder da ZAG pubblicato nel 1989, il primo brano hardcore caratteristico è inciso nel 1989 e pubblicato nel 1990. La traccia si chiama We Have Arrived e uscì nel vinile Reflections Of 2017. L'autore è Marc Trauner, il cui nome d'arte era Mescalinum United, mentre il disco uscì nella label Planet Core Productions nel 1991. Mescalinum United, insieme a The Mover, pubblicò una nuova versione del disco, nel quale nel primo lato si trova la traccia We Have Arrived e nel secondo lato Nightflight (Non-Stop To Kaos) di The Mover della label Industrial Strength Records. We have arrived è sicuramente la traccia più significativa per lo sviluppo della musica hardcore in tutto il mondo. Il primo brano hardcore in Belgio è Catwalk pubblicato nel 1991 del duo belga T99.
Nei Paesi Bassi (e in Belgio) nei primi anni l'hardcore era diffusa da piccole radio pirata che trasmettevano i pochi dischi in commercio. Il primo disco hardcore olandese fu pubblicato dalla Rotterdam Records nel 1992. Il disco si chiamava Amsterdam Waar Lech Dat Dan? degli Euromasters; questo gruppo era composto da due volti importanti della scena hardcore dutch: Paul Elstak e Rob Fabrie. In particolare, il dj Paul Elstak è considerato uno dei padri della hardcore e tuttora attivo nell'ambiente. 
Questo disco è la prova della contrapposizione che c'era e c'è tuttora tra Rotterdam e Amsterdam. Nella copertina del vinile è illustrata a destra "strega Euromast", l'alta torre di Rotterdam, che urina su Amsterdam. Questo simbolo è stato utilizzato come logo del Parkzicht (il famoso club di Rotterdam dove è stata proposta per la prima volta la musica hardcore nei Paesi Bassi). Nel 1992 dalla Rotterdam Records fu anche pubblicato il disco Poing dei Rotterdam Termination Source, una delle prime hit-hardcore a livello europeo, caratterizzata da un effetto digitale di rimbalzo del tipo "boing".
Il negozio di dischi Midtown, nel quartiere Nieuwe Binnenweg di Rotterdam, è stato uno dei primi negozi di dischi della musica hardcore.
Da qui in poi il suono olandese si è sviluppato ed evoluto in diversi generi e sottogeneri.
Rotterdam è stata per quasi tutto il decennio la città simbolo dell'hardcore (tanto che in Italia questo genere veniva chiamato appunto "Rotterdam").
Rotterdam era in contrapposizione alla scena house-acid-mellow di Amsterdam.
Successivamente anche Amsterdam e un po' tutta i Paesi Bassi vengono invasi dall'hardcore; riprendendo l'estetica degli hooligan del Feyenoord, nasce un vero e proprio movimento raver classificato come gabber (che in olandese-yiddish significa "amico").
L'organizzazione commerciale ID&T aiutò molto a rendere questo genere di musica popolare, organizzando party e vendendo merchandising.
Il movimento gabber e la musica hardcore nei Paesi Bassi hanno il maggior sviluppo nel 1996: all'epoca c'erano diverse fanzine (thunder-magazine, strobe...) e diversi programmi televisivi (hakkkkke tv, presentato da mc Drokz, BOUNZE, presentato da Charly Lownoise e Mental Theo, eccetera).

## Stili e derivazioni della musica hardcore
L'hardcore fin dalla sua nascita è stato l'unico genere musicale di origine elettronica a creare un vero e proprio movimento culturale, al pari del punk o del metal. Si distingue soprattutto nel panorama musicale elettronico per la presenza di numerosissimi sottogeneri, che caratterizzano altrettanti segmenti di mercato dell'industria musicale dedicata.
Di seguito sono elencati i generi cosiddetti "maggiori" del panorama hardcore mondiale.

### Early hardcore
Con questo termine si fa riferimento alla musica hardcore (principalmente olandese) prodotta dal '93 al '98. All'interno di questa troviamo i sottogeneri: classixx, happycore, artcore.
Precursori sono stati gli olandesi 3 Steps Ahead, Paul Elstak, Dano, Gizmo, Buzz Fuzz e dj Prophet (gli ultimi 4 conosciuti insieme anche come The Dreamteam).

### Millennium
Con questo termine si fa riferimento alla musica hardcore - soprattutto olandese e italiana prodotta a cavallo dell'anno 2000 (dal '98 al '2005). Si sovrappone in parte alla new style.
I principali produttori sono stati italiani come The Stunned Guys, Tommyknocker, Art of Fighters, Noize Suppressor e Impulse Factory, ma anche olandesi del calibro di Bass D & King Matthew. Si tratta del periodo in cui l'hardcore andava più di moda in Italia, quando ormai era terminato il periodo della Early Hardcore di impronta olandese.

### Main style
Il main style è quel genere che comunemente viene definito hardcore e che rappresenta principalmente l'hardcore prodotta dal 2005 al 2016. È caratterizzato dalla grande durezza dei suoni, con estesi pezzi di cassa molto distorta e intermezzi melodici molto curati che la rendono più simile alla hardstyle. È uno stile spesso criticato dai puristi del genere perché ritenuto la rovina della hardcore storica. Il genere più famoso e maggiormente ascoltato con artisti di notevole spessore e bravura. Anche se il genere è ascoltato e prodotto in tutto il mondo i più grossi centri di produzione sono l'Olanda e L'italia. Il genere si distacca molto dagli altri generi per il suo "sound" tipico, caratterizzato da casse molto distorte con melodie ritmate e spesso parti rappate dagli MC.
Gli artisti che di più hanno contribuito alla nascita e alla fama di questo genere nei Paesi Bassi e in Italia sono Angerfist, Tha Playah, Korsakoff, Amnesys, Mad Dog, Alien T e Anime.

### Uptempo
Genere sviluppatosi nei primi anni 2010 ma venuto alla ribalta a metà del medesimo decennio. Il sound è caratterizzato dalle sonorità più dure della mainstyle, bpm maggiori tra i 190 e i 220 bpm con basso in levare più graffiante a differenza della Frenchcore. Il genere è venuto alla ribalta grazie a Partyraiser, uno degli esponenti più famosi.
Alcuni Dj e producer Italiani come Andy The Core e F.Noize sono molto famosi a livello globale.

### Frenchcore
La Frenchcore è un sottogenere piuttosto veloce e ritmato nato in Francia, e di cui si dà la paternità a Radium (prima nel duo Micropoint e poi da solo) e alle etichette della famiglia Audiogenic. È un genere caratterizzato da sonorità rave basate particolarmente su una cassa 'dritta' e un basso in levare. Data l'origine comune, in alcuni casi risulta avere influenze industrial hardcore. Questo sottogenere è molto veloce e corre dai 180 ai 240 bpm con pochi accenni melodici e con ritmi simili alla Tekno da rave, nella sua versione vecchia scuola. Negli anni 10 il successo della Frenchcore nei dancefloor ha inevitabilmente ammorbidito gli spigoli e adesso è molto più melodica e ispirata alla mainstyle. Gli artisti più noti del genere sono: Radium, The Speed Freak, Randy, The Braindrillerz, The Sickest Squad, Le Bask.

### Happy hardcore
L'happy hardcore è l'utilizzo di campioni di musica pop con stesure e distorsioni hardcore. Nasce nel 1993 in Inghilterra in poco tempo si diffuse in tutta Europa, soprattutto nei Paesi Bassi e Germania. In questo caso il genere è abbastanza veloce, variando all'incirca tra 170 e 180 bpm. I più famosi artisti sono i Dune, 3 Steps Ahaed, Scott Brown e Dj Paul Elstak. Anche il DJ e produttore Coone (noto soprattutto in ambito hardstyle) agli inizi della carriera è stato famoso per delle produzioni happy hardcore. Da qui si è formato un sottogenere, l'happycore, che è la combinazione tra hardcore dutch e happy hardcore.

### Makina
Nata in Spagna negli anni 90 e molto popolare in Giappone, la makina parte da 150 fino ai 190 BPM. Simile all'early happy hardcore, definita da un battito più leggero e sonorità rave. Gli artisti più popolari sono M-Project, PJ Makina, nadeco, Xavi BCN, Ruboy e DJ Depath.

### Nightcore
Un nightcore edit è una cover che accelera il tono e il tempo del materiale sorgente del 10-30%. Il nome deriva da Nightcore, un duo norvegese che ha pubblicato versioni con pitch shift di canzoni Trance e Eurodance. Ha sonorità che richiamano l'happy hardcore.

### Industrial hardcore
L'industrial hardcore inizialmente si formò in Francia nel 1993 come genere sperimentale da Laurent Hô. Altraverso i Micropoint e Manu Le Malin si formò un genere più definito. Il genere ha pochissimi accenni melodici e le sonorità sono molto ricercate, particolarmente basate soprattutto su "giochi di cassa" a 170/190 BPM.
A fine anni 90 l'industrial ha preso due strate differenti: da una parte si è semplificato e velocizzato diventando frenchcore, da un'altra è stato adottato in massa dagli olandesi che non gradivano la Nu Style, rallentando i bpm e aumentando la violenza delle casse.
Artisti di notevole spessore di questo genere sono Ophidian, Negative A e Day-mar.

### Jumpstyle
La jumpstyle, anche semplicemente conosciuta come "jump", è un genere ballato basato su veloci movimenti delle gambe alternati a grandi movimenti delle braccia.
Più che nell'hardcore, la jumpstyle è anche riconosciuta come un sottogenere della hardstyle, dove talvolta viene usato questo tipo di ballo.

### Old school techno hardcore
Con il termine "old school" si fa riferimento al sottogenere techno-hardcore che ha portato allo sviluppo nel 1993 del genere hardcore il periodo old school parte dal 1990 al 93.
Le sonorità erano "povere" anche se tuttavia i vari stili e generi moderni hardcore sono derivati da questo tipo di musica.
I ritmi si attestano sui 130/140 BPM al massimo.

### Nu-style hardcore
Genere prodotto soprattutto nella fine negli anni novanta, che sostituì l'early hardcore. È un genere più duro rispetto all'hardcore "happy", più veloce e ritmata. La nu-style è caratterizzata da melodie, sonorità semplici, e bassi bpm I BPM variano dai 140 ai 180.

### Speedcore
La speedcore è uno dei sottogeneri più estremi, nata negli USA a metà anni 90, ma adottata in Germania, Svizzera con il nome di Gabber (vedi più sotto) è dotata di una grande durezza e di una velocità estrema, con sonorità semplici ma molto veloci la speedcore ha velocità comprese tra i 250 e gli 800 BPM. In Italia il collettivo MSP (Milan Speedcore Project) ha lanciato il genere a fine anni 90. Genere quasi estinto da metà anni 2000 a metà anni 10, sta avendo una rinascita, sul successo dell'uptempo / terror.

### Terrorcore
La terrorcore è il termine olandese per la categoria di sottostili che siano più duri dell'hardcore. Quindi è un termine che copre tanto la Speedcore, quanto l'industrial, quanto l'hardcore più dura. La velocità varia dai 200 ai 250 BPM. Con l'affermazione dell'uptempo e di alcune varianti più veloci, molti chiamano terrorcore anche questo genere. Negli stati uniti questo genere viene definito terrorcore. HCM (ex collettivo Milan Speedcore Project) è uno dei più rispettati dj che suonano puro suono "Terror" vecchio stile; The Destroyer, Noisekick, The Untitled, SRB

### Gabba
Con il termine Gabba (che evidentemente deriva da Gabber, quando questo era considerato anche un genere musicale) è il modo con cui i tedeschi definiscono ogni stile che non sia Hardcore Olandese. Quindi Terror, industrial, speedcore vengono tutti definiti Gabba. Termine andato in disuso con la progressiva scomparsa della scena tedesca, ma ancora utilizzato nella zona di Berlino e della Sassonia. Alcuni dj portano ancora il termine gabba nel loro nome: GabbaNation, Gabba Front Berlin.

### Splittercore / Extratone
La noise hardcore, meglio conosciuta come "splittercore", è il sottogenere più estremo dell'hardcore. Ha una sonorità molto violenta, con vere lacerate all'orecchio, con ritmi che partono da 600/700 BPM per arrivare anche fino a 5000 BPM. Data l'estrema velocità queste tracce sono solitamente prive di frequenze basse (in quanto non hanno il tempo materiale di espandersi) e particolarmente spinte sulle frequenze alte. I suoni sono solitamente caratterizzati da lunghe e ripetitive onde di tipo white noise e suoni industriali pesantemente distorti. Genere ascoltato pochissimo per via del sound estremo.

### Darkcore
La darkcore, sottogenere del mainstyle hardcore, è ora un sottogenere sempre più in crescita grazie al massimo esponente DJ Nosferatu. La musica unisce il sound main con sonorità dark ambient con costruzioni industrial. Genere che viene suonato spesso insieme a Main viste le numerose somiglianze. È un genere molto duro con melodie ritmate.

### Crossbreed
Sottogenere sviluppatosi sul finire degli anni 2000, che unisce sonoritá industrial hardcore con la drum n bass. Le produzioni Crossbreed generalmente si mantengono sui 175BPM, ma in alcuni casi possono spingersi anche sui 190BPM, usando principalmente lo snare come cassa. Ha cominciato a guadagnare consensi a metà degli anni 2010, soprattutto in paesi come Portogallo e Repubblica Ceca.

### Doomcore
La doomcore è un sottogenere derivato dall'industrial hardcore, caratterizzato da ritmi più lenti rispetto al resto del panorama hardcore (si va dai 125 fino a un massimo di 140 BPM), melodie cupe e dark, e kick molto distorti.

### UK hardcore
Caratterizzata da produzioni che possono variare dai 160 ai 180 BPM, con un ritmo irregolare, influenze breakbeat piuttosto che drum and bass, e talvolta delle forti presenze di sampling da parte degli artisti al interno delle tracce, e viene chiamato UK hardcore proprio perché è un sottogenere prodotto tipicamente da artisti inglesi, nonché le sonorità che agli inizi degli anni 90 contribuirono a tentare di sviluppare un movimento hardcore anche in Inghilterra, a partire dalle scene rave locali, per poi essere successivamente esportate anche nei Paesi Bassi riscuotendo, per quanto riguarda alcuni artisti in particolare, un discreto successo.

### J-core
Stile ispirato al mondo dell'animazione e alla cultura pop giapponese, e inventato presumibilmente da DJ Sharpnel.

### Altri generi
Nell'infinito panorama dei sottogeneri hardcore, per il più delle volte divisi da piccolezze artistiche troviamo l'artcore, sottogenere dell'early hardcore ideato da Patrick van Kerckhoven, in arte Ruffneck, nel 1993, ed è la combinazione tra hardcore Dutch e brekbeat. La Trancecore e la psycore due sottogeneri dell'early hardcore il secondo, ideato da Michel Klaassen nel 1996 ed è la combinazione tra hardcore Dutch ed elementi psichedelici.
Esistono inoltre due sottogeneri risultato di unioni tra i vari generi: la trashcore, a metà tra speedcore e old-school, presenta casse meno dominanti, piatti e clapper molto accentuati, e rumori particolarmente distorti e fastidiosi, dando un effetto generico di "scarsa qualità";la neurocore è il risultato della fusione tra breakcore industriale e speedcore.